# 东兴水库
东兴水库是中国广西壮族自治区防城港市境内的一座水库，位于竹排江上，建于1963年。水库正常库容为4050万立方米，集雨面积为69平方千米，海拔为25.6米。